# افسون – کشتارگاه دلپذیر
افسون – کشتارگاه دلپذیر (ایتالیایی: Spell – Dolce mattatoio) که با نام مرد، زن و ددمنش (ایتالیایی: L'uomo, la donna e la bestia) هم شناخته می‌شود، فیلمی ایتالیایی به کاگردانی آلبرتو کاوالونه است که در سال ۱۹۷۷ منتشر شد.

## گزیدهٔ بازیگران
- پائولا مونتنرو
- ماشا ماگال
- مونیکا زانکی
- ژوزیان تانزیلی
- مارشال بوسکرو
- جووانی د آنجلیس